# Botho zu Stolberg-Roßla
 Botho August Carl Graf (seit 1893 Fürst) zu Stolberg-Roßla (* 12. Juli 1850 in Roßla; † 8. November 1893 ebenda) war ein deutscher Standesherr. 

## Familie
Botho zu Stolberg entstammte der vormals reichsunmittelbaren gräflichen Linie Stolberg-Roßla der Adelsfamilie Stolberg, die als Standesherren verschiedene Vorrechte genossen. Die Familie hielt Besitzungen in Preußen in der Grafschaft Stolberg-Roßla und in Ortenberg im Großherzogtum Hessen und demzufolge erbliche Sitze im Preußischen Herrenhaus (1880–1893) und in der Ersten Kammer der Landstände des Großherzogtums Hessen ([1875]1878–1893). Botho zu Stolbergs Eltern waren Karl Graf zu Stolberg-Roßla (1822–1870) und Bertha, geborene Gräfin zu Solms-Rödelheim und Assenhaim (1824–1896).
Botho zu Stolberg heiratete in erster Ehe Marie Gräfin von Arnim (1859–1880), die nach der Geburt des ersten Kindes starb. In zweiter Ehe heiratete er Prinzessin Hedwig zu Isenburg und Büdingen in Büdingen (1863–1925), mit der er weitere sieben Kinder hatte. Erbe wurde der älteste Sohn Jost Christian Fürst zu Stolberg-Roßla (1886–1916), Nacherbe der zweitälteste Sohn Christoph Martin (1888–1949). Nach seinem Tod heiratete seine Witwe Hedwig, die Tochter von Bruno zu Ysenburg und Büdingen, 1902 Kuno zu Stolberg-Roßla, der Christoph Martin zu Stolberg-Roßla lange in der Ersten hessischen Kammer vertrat.

## Leben
Botho zu Stolberg wurde seit dem Tod seines Vaters 1870 19-jährig Standesherr der Grafschaft Stolberg-Roßla. Er war königlich preußischer Premierleutnant im Regiment der Gardes du Corps. 1880, mit Vollenden des 30. Lebensjahres, nahm er den Sitz der Familie im Preußischen Herrenhaus ein, dem er bis zu seinem Tode 1893 angehörte. Bereits vorher, im Jahr 1878, hatte er seinen Sitz in der Ersten Kammer der Landstände des Großherzogtums Hessen eingenommen. Da im Großherzogtum Hessen für das Mandat ein Mindestalter von 25 Jahren vorgeschrieben war, hätte er bereits 1875 Landtagsabgeordneter sein können. Den Abgeordneteneid legte er am 22. November 1878 ab. Im März 1893 erhob König Wilhelm II. ihn wie zuvor schon seine Vettern der Linien Stolberg-Wernigerode und Stolberg-Stolberg in den erblichen Fürstenstand. Der Politiker Dietz von Thüngen ist einer seiner Schwiegersöhne.